# Ortogonalnost
Ortogonálnost je v matematiki drugo ime za pravokotnost. Pogosto se izraza ortogonalnost ne more samo zamenjati z izrazom pravokotnost. Ortogonalnost je posplošitev pojma pravokotnosti. Ortogonalnost se lahko uporabi tudi v mnogorazsežnih prostorih.
Beseda izhaja iz dveh starogrških besed grško ὀρθός (ortos - pravilen) in grško γόνυ (goni - pravokoten). Včasih se za isti pojem uporablja tudi izraz normalnost (iz latinske besede norma (normal), ki pomeni merilo oziroma pravi kot. Pogosto se izraz normalnost povezuje z enotskimi vektorji. Izraz pravokotnost izhaja iz uporabe svinčnice s pomočjo katere so včasih določali pravokotnost na površino Zemlje. 
Pojem ortogonalnost se uporablja na mnogih področjih matematike. V nadaljevanju je naštetih nekaj primerov:
- ortogonalna grupa
- ortogonalni sistem in ortonormirani sistem
- ortogonalna matrika
- ortogonalna projekcija
- ortogonalna preslikava
- ortogonalne koordinate
- ortogonalni polinomi
- ortogonalna baza

Iz naštetih primerov se vidi, da se izraz ortogonalnost ne more vedno zamenjati z izrazom pravokotnost.
V linearni algebri je ortogonalnost povezana s skalarnim produktom.

## Definicije
- Dva vektorja sta v prehilbertovem prostoru ortogonalna, če je njun notranji produkt {\displaystyle \langle x,y\rangle } enak 0. To se označuje z {\displaystyle x\perp y}.

- Dva linearna podprostora {\displaystyle A\,} in {\displaystyle B\,} v prehilbertovem prostoru {\displaystyle V\,}, sta ortogonalna podprostora, če je vsak vektor v {\displaystyle A\,} pravokoten na vsak vektor v {\displaystyle B\,}

- Linearna transformacija {\displaystyle T:V\rightarrow V} se imenuje ortogonalna linearna transformacija, če ohranja skalarni produkt. To pomeni, da transformacija {\displaystyle T\,} ohranja kot med {\displaystyle x\,} in {\displaystyle y\,}.

## Ortogonalne funkcije
Za notranji produkt dveh funkcij:
{\displaystyle \langle f,g\rangle _{w}=\int _{a}^{b}f(x)g(x)w(x)\,\mathrm {d} x\!\,,}
kjer je:
- {\displaystyle \langle \dots \rangle \,} notranji produkt
- {\displaystyle w(x)\,} utežna funkcija

Ti dve funkciji sta ortogonalni, če je njun notranji produkt enak 0:
{\displaystyle \int _{a}^{b}f(x)g(x)w(x)\,\mathrm {d} x=0\!\,.}
Normo se lahko glede na notranji produkt in utežno funkcijo zapiše kot:
{\displaystyle \|f\|_{w}={\sqrt {\langle f,f\rangle _{w}}}\!\,.}
Člani zaporedja {\displaystyle {f_{j}:j=1,2,3,\dots }\,} so:
- ortogonalni na intervalu {\displaystyle [a,b]\,}, če velja:

{\displaystyle \langle f_{i},f_{j}\rangle =\int _{a}^{b}f_{i}(x)f_{j}(x)w(x)\,\mathrm {d} x=\|f_{i}\|^{2}\delta _{i,j}=\|f_{j}\|^{2}\delta _{i,j}\!\,}
- ortonormalni na intervalu {\displaystyle [a,b]\,}, če velja:

{\displaystyle \langle f_{i},f_{j}\rangle =\int _{a}^{b}f_{i}(x)f_{j}(x)w(x)\,\mathrm {d} x=\delta _{i,j}\!\,,}
kjer je:
- {\displaystyle \delta _{ij}\,} Kroneckerjeva delta.

### Ortogonalni polinomi
Nekatera zaporedja polinomov tvorijo zaporedje ortogonalnih polinomov.
Takšni polinomi so:
- Hermitovi polinomi, ki so ortogonalni glede na normalno porazdelitev, ki ima pričakovano vrednost 0.
- Legendrovi polinomi, ki so ortogonalni glede na zvezno enakomerno porazdelitev na intervalu od -1 do +1.
- Laquerrovi polinomi, ki so ortogonalni glede na eksponentno porazdelitev. Bolj splošni Laquerrovi polinomi pa so ortogonalni glede na porazdelitev gama
- polinomi Čebišova prve vrste so ortogonalni glede na mero {\displaystyle 1/{\sqrt {1-x^{2}}}.}
- polinomi Čebiševa druge vrste so ortogonalni glede na Wignerjevo polkrožno porazdelitev